# Адаможец
Адаможец — река в России, протекает по территории Мильковского района Камчатского края. Длина реки — 29 км.
Начинается на северном склоне горы Куча, относящейся к Валагинскому хребту, течёт в северном направлении до выхода на равнину. После этого течёт по дуге, сначала на северо-запад, потом на север по частично заболоченной местности. После слияния с рекой Уречек в одноимённом урочище меняет название на Киусинец (по сведениям государственного каталога географических названий Киусинец является отдельной рекой, образующейся при слиянии Уречека и Адаможца). Впадает в реку Китильгина справа на расстоянии 80 км от её устья на высоте 167,3 метра над уровнем моря.
По данным государственного водного реестра России относится к Анадыро-Колымскому бассейновому округу.
- Код водного объекта — 19070000112120000013871[3].